# Рєпніна-Волконська Варвара Олексіївна
Варва́ра Олексі́ївна Рєпніна́-Волко́нська (до шлюбу Розумо́вська; 1778 — 9 жовтня 1864) — княгиня, благодійниця. Дружина малоросійського генерал-губернатора Миколая Рєпніна-Волконського. Онука останнього українського гетьмана Кирила Розумовського. Знайома Тараса Шевченка.

## Ранні роки
Варвара Розумовська народилася 1778 року в родині графа Олексія Розумовського та Варвари Шереметьєвої. За лінією батька була онучкою останнього гетьмана Війська Запорозького Кирила Розумовського, за лінією матері — правнучкою командувача російських сил під Полтавою Бориса Шереметьєва.
1784 року батько Варвари вигнав її матір з дому; сам граф Олексій рідко бачився з донькою. Вихованням Варвари займалася її тітка по батькові — графиня Парасковія Кирилівна.
Коли Варварі було 13 років, для її виховання найняли швейцарку мадемуазель Калам — тітку художника Александра Калама. Під керівництвом Калам графиня здобула елітну домашню освіту. До кінця життя Варвара добре згадувала про мадемуазель Калам.

## Шлюб

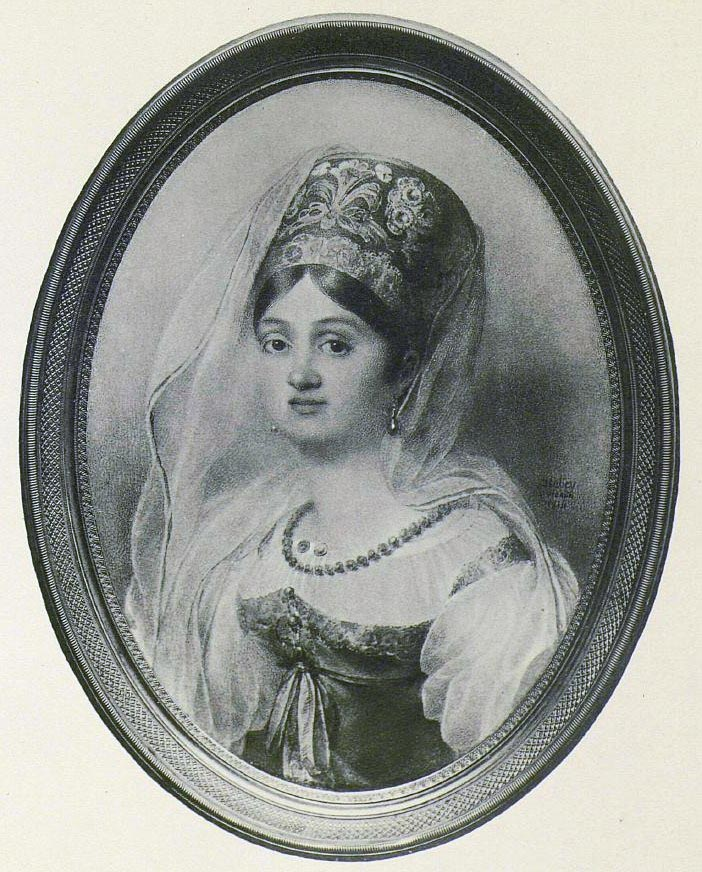
Варвара Рєпніна-Волконська. Мініатюра. Робота Жана-Батиста Ізабе, 1818

Відпочиваючи щороку в маєтку поблизу Москви із батьком, Варвара познайомилася із фельдмаршалом Миколою Рєпніним, який вирішив одружити її зі своїм онуком Миколою, що наприкінці XVIII — на початку XIX століття служив флігель-ад'ютантом імператора Павла I та був його улюбленцем.
Познайомившись, Варвара та Микола з часом покохали одне одного. Проте їхньому одруженню заважали спершу конфлікт між Олексієм Розумовським і фельдмаршалом Рєпніним, згодом — смерть останнього та участь нареченого у війні проти наполеонівської Франції.
Весілля Миколи Волконського та Варвари Розумовської відбулося у вересні 1802 р. в батуринському палаці Кирила Розумовського, діда нареченої. Попервах подружжя проживало в Москві, потім — у Санкт-Петербурзі. Там княгиня Варвара зблизилася із імператоркою Єлизаветою Олексіївною та великою княгинею Марією Павлівною.
У шлюбі народила сімох дітей:
- Олексій (пом. 13 грудня 1812);

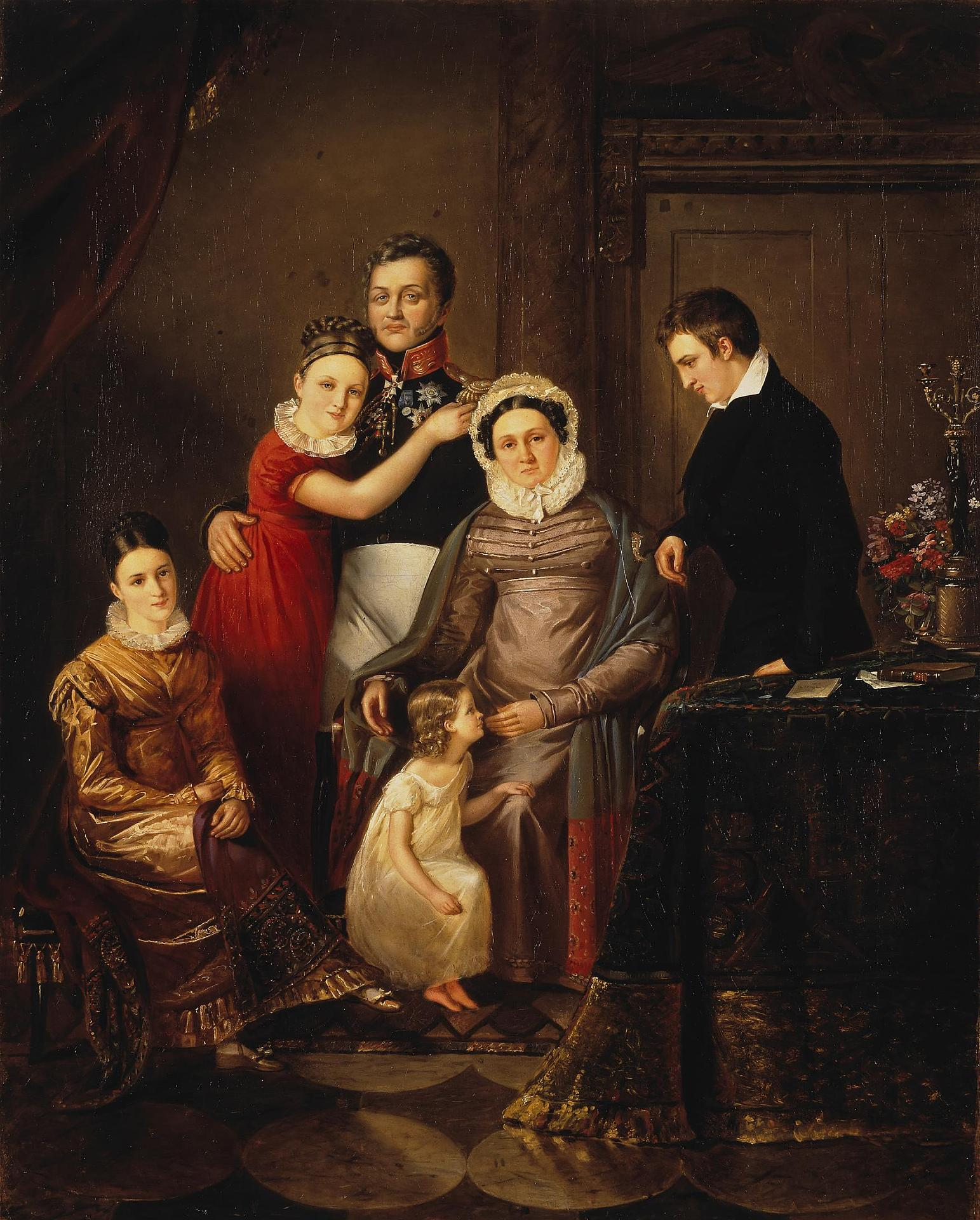
Сімейний портрет Рєпніних-Волконських

- Олександра (1805—1836), дружина графа Олександра Кушелєва-Безбородька;
- Василь (1806—1880), навчався в Пажеському корпусі, працював у Міністерстві закордонних справ[ru], з 1843 року — колезький асесор. Одружений із фрейліною Єлизаветою Балабіною, з якою мав чотирьох дітей: Миколу (1834—1918), Петра (1836—1856), Василя (1839—?) та Варвару (1841—1922);
- Варвара (1808—1891), була закохана в Тараса Шевченка;
- Софія (12 травня — 30 вересня 1811);
- Григорій (20 червня — 4 серпня 1812);
- Єлизавета (1817—1855), одружена з дипломатом Павлом Кривцовим[ru].

Після початку війни третьої коаліції в 1805 році князя Миколу Волконського знову призвали до армії. Тоді графиня Варвара вирішила супроводити чоловіка в поході. У битві під Аустерліцом Волконський потрапив у полон; подружжя повернулося до Санкт-Петербурга тільки після звільнення графа. Згодом княгиня Варвара мала супроводити чоловіка у посольстві до Іспанії, проте через вторгнення Франції воно так і не відбулося. Також графиня супроводила чоловіка в кампанії 1812—1813 років, допомагала пораненим та нужденним у Дрездені.
Під час Віденського конгресу 1814—1815 років Варвара Олексіївна проживала з чоловіком у Відні, де брала участь у заходах, зокрема балах, організованих імператором Олександром I, у палаці свого дядька Андрія Розумовського.
1815 року подружжя повернулося до Санкт-Петербурга, а 1816 року, після призначення Рєпніна-Волконського малоросійським генерал-губернатором, — переїхало до Полтави.

## Меценатство
Під час походів князя Рєпніна-Волконського, в яких Варвара Волконська також брала участь, вона організовувала лазарети для поранених військових.
Після повернення із Відня в Санкт-Петербург у 1815 році княгиня разом із імператрицею Єлизаветою займалася організацією Жіночого Патріотичного інституту (згодом Єлизаветинський інститут) для дівчат-сиріт, батьки яких загинули або були важко поранені у війні проти Франції. Також Варвара Волконська брала участь у діяльності «Людинолюбивого товариства».
Після переїзду до Полтави в 1816 році княгиня продовжила займатися благочинністю, відкриваючи лікарні, пансіони та інші заклади. До себе вона взяла 12 дівчат із дворянських родин, вихованням яких займалася сама. 1818 року за її подання в Полтаві відкрили інститут шляхетних дівчат, у будівлі якого нині функціонує Національний університет «Полтавська політехніка імені Юрія Кондратюка». 1830 року за ініціативи князя та княгині Рєпніних-Волконських у Полтаві відкрили Петровський кадетський корпус. У 1833—1834 роках княгиня допомагала постраждалим від голоду в Полтавській губернії. На благочинність княгиня Варвара витрачала власні кошти та коштовності.
У 1820-х роках у родині Рєпніних-Волконських виховувалися дочки службовця канцелярії генерал-губернатора Івана Михайловича Псьола — Олександра, Глафіра та Тетяна. Княгиня Варвара виховувала дівчат особисто. Надалі Олександра Псьол стала письменницею, а Глафіра — художницею.

## Останні літа

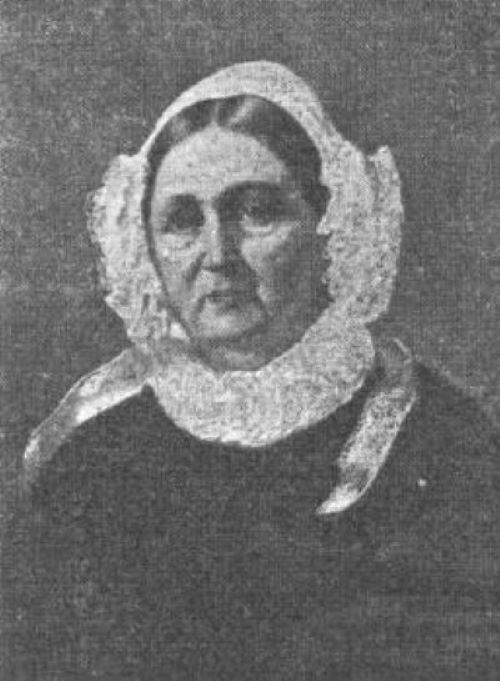
Фотографія княгині Варвари

1834 року князя Миколу призначили членом Державної ради, з огляду на що родині довелось переїхати до Санкт-Петербурга. Однак за два роки через донос на князя, буцімто щодо розтрати державних коштів, він був звільнений від служби. Уся родина на чотири роки покинула Росію та проживала за кордоном — у Дрездені, Римі та Флоренції.
1842 року Рєпніни-Волконські повернулися в Росію та оселилися в маєтку в Яготині, який княгиня Варвара 1820 року успадкувала від свого батька разом із 1322 кріпаками.
Під час перебування в маєтку родини поета Тараса Шевченка в 1843—1844 роках Варвара Миколаївна, дочка княгині Варвари Олексіївни, зблизилася із поетом та закохалася в нього. Сама ж княгиня засуджувала стосунки своєї дочки із митцем. Однак згодом вона клопотала перед міністром народної просвіти та своїм родичем Сергієм Уваровим щодо призначення Шевченка учителем малювання в Київському університеті. Після заслання Шевченка княгиня писала йому листи, проте згодом граф Олексій Орлов, який особисто доповідав імператору Миколі I щодо поета, заборонив їй писати йому.
Після смерті чоловіка в 1845 році княгиня Варвара переселилася до Одеси, а в 1856 — до Москви. Там вона померла 9 жовтня 1864 року. Тіло княгині привезли до України та поховали побіч з чоловіком у Троїцькому Густинському монастирі.